# Pieve di Santo Stefano (Santo Stefano di Magra)
La pieve di Santo Stefano è un luogo di culto cattolico situato nel comune di Santo Stefano di Magra, in piazza Chiesa, in provincia della Spezia. La chiesa è sede della parrocchia omonima del vicariato di Sarzana della diocesi della Spezia-Sarzana-Brugnato.

## Storia e descrizione

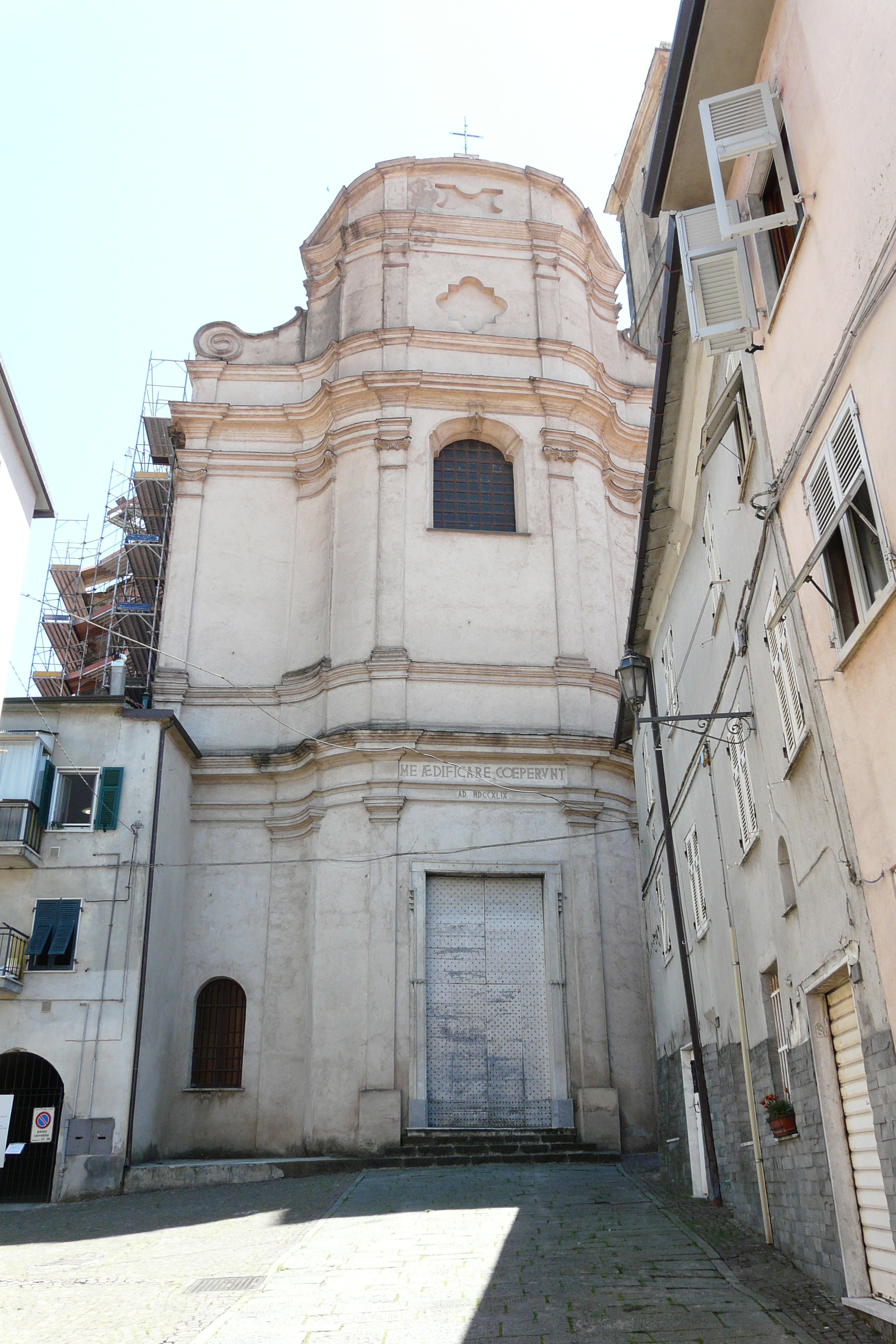
La facciata della pieve

Già nel XII secolo la giurisdizione dell'antica pieve comprendeva le odierne comunità parrocchiali di Ponzano, Albiano, Caprigliola e delle cappelle di Bibola e Burcione. 
Secondo le fonti storiche l'attuale pieve fu riedificata nel corso del XVII secolo sui resti di un preesistente edificio risalente al 1324, a sua volta ricostruito sui resti di un antico insediamento religioso romanico (pieve di Santo Stefano di Cerreto). 
Pochissime sono le testimonianze storiche sulla struttura originaria, in quanto pochi se non pressoché mancanti sono i reperti archeologici ad oggi pervenuti.
Secondo alcuni studi la struttura interna della chiesa aveva subito nel corso del XIV secolo una prima rivisitazione, al tempo della dominazione della Repubblica di Lucca, che aveva riportato la pieve ad uno stile simile e tipico delle pievi medievali della Lunigiana ad unica navata, un solo altare maggiore e con soffitto a volta.
Sarà su progetto di Ferdinando d'Andrea di Genova che la pieve trecentesca verrà demolita e ricostruita in stile barocco genovese nel XVIII secolo. I lavori si conclusero nel 1776. 
L'interno è costituito da sei cappelle laterali con coro e cupola nel centro della nuova pianta a forma di croce greca.

I tre altari della chiesa sono dedicati a santo Stefano (l'altare maggiore con la statua del santo, opera dello scultore carrarese Giovanni Antonio Cybei), a san Felice e alla Madre della Consolazione. Gli affreschi sono opera di Carlo Morgari.

Sopra l'ingresso principale della chiesa, nella contro facciata, si trova un organo pensile. 
La chiesa è censita nel catalogo dei Beni culturali italiani.

## Cultura

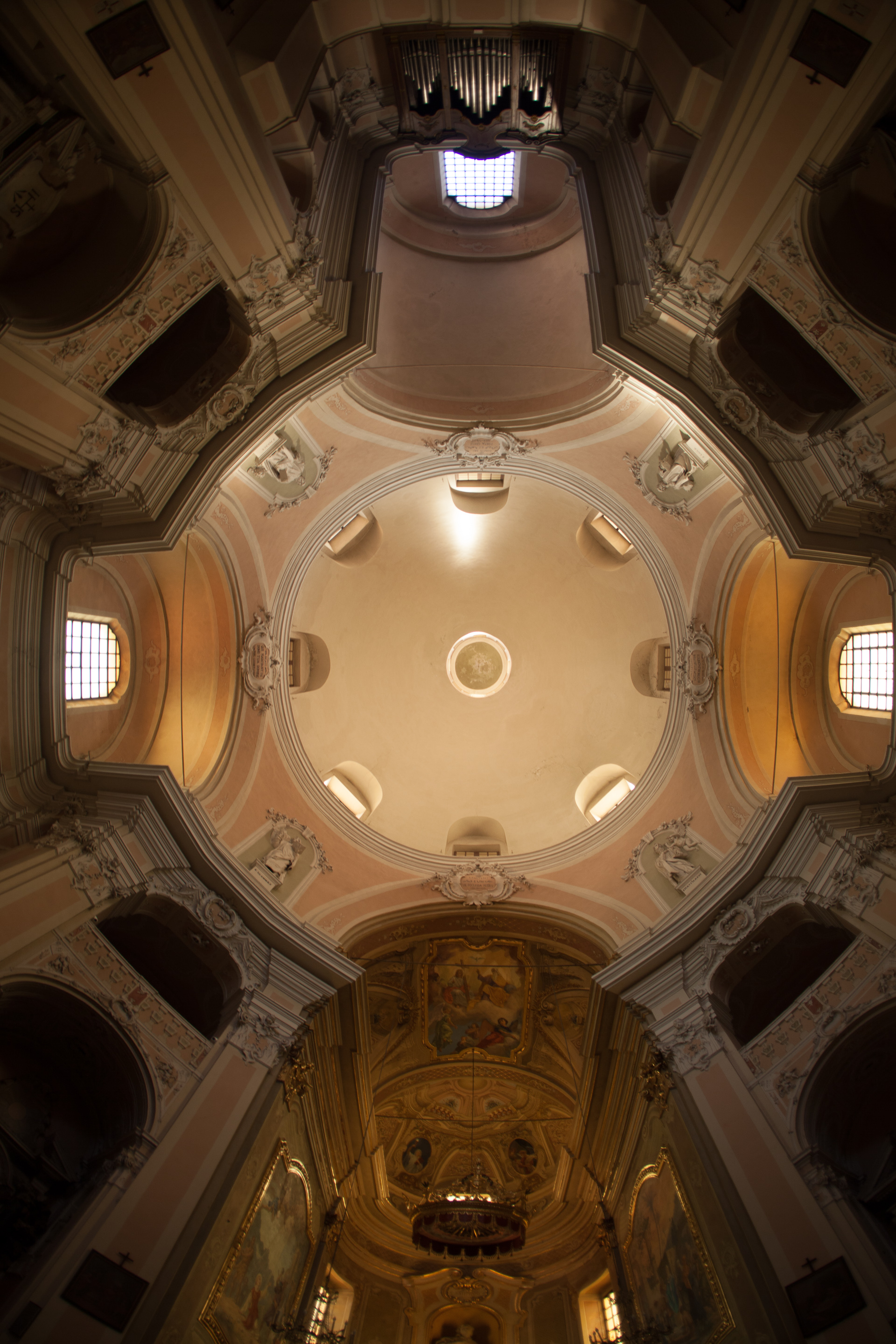
Particolare degli interni

### Il Coro San Leonardo
Importante nel tessuto socio-culturale della pieve di Santo Stefano e della città stessa è il polifonico "Coro San Leonardo", fondato a Santo Stefano di Magra nel 1985 da un gruppo di giovani parrocchiani. Inizialmente impegnato nei canti liturgici durante le cerimonie religiose della pieve, dopo anni di studi e quindi nuove specializzazioni in materia, il coro ha via via allargato il proprio repertorio musicale con esecuzioni più "impegnative" dei più importanti maestri della musica quali Antonio Vivaldi, Johann Sebastian Bach, Wolfgang Amadeus Mozart, Georg Friedrich Händel; proprio diverse opere di Vivaldi furono al centro dei festeggiamenti del decimo anniversario del coro con un concerto all'interno della pieve con la collaborazione dell'Orchestra da camera "Archinsieme" della Spezia.
Premiato nel 1991 del "Don Ferdinando Maberini" dalla curia vescovile della Spezia, dal 1995 il coro si è specializzato nell'esecuzione di musica gospel soprattutto dopo l'incontro con il maestro compositore statunitense Nehemiah Hunter Brown, cittadino onorario di Santo Stefano di Magra dal giugno 2000. Oltre alla realizzazione di due dischi musicali (Thank You Lord e Praise Him) il coro negli ultimi anni ha partecipato a diverse manifestazioni canore in Italia e, nel dicembre 2009, in Ungheria con la presenza all'evento Budapest Big Band Festival di Budapest.
Nel maggio del 2013, il coro ha partecipato ad un doppio concerto, nella chiesa di Santo Stefano al Ponte a Firenze, per la consegna della Medaglia per il Beato Angelico per il Rinascimento al compositore italiano Detto Mariano. Durante la serata sono stati eseguiti brani del compositore italiano e, come finale, è stato presentato in prima mondiale il brano Ieri, Oggi, Sempre, dove il compositore ha scelto come solisti Neheminah Hunter Brown e il giovane soprano Martina Ferrarini, originaria di Santo Stefano di Magra.